# بيير كاسيراغي
بيير رينييه ستيفانو كاسيراغي (من مواليد 5 سبتمبر 1987) هو الابن الأصغر من بين ثلاثة أبناء الأميرة كارولين أميرة هانوفر، وزوجها الثاني ستيفانو كاسيراغي. وهو حفيد أمير موناكو الأمير رينييه الثالث، والممثلة الأمريكية غريس كيلي. كاسيراغي هو الثامن في خط خلافة عرش موناكو، بعد أبناء عمومته التوأم الأمير جاك والأميرة غابرييلا، ووالدته، وشقيقه أندريا، وأبناء أخيه ألكسندر وماكسيميليان كاسيراغي وابنة أخته إنديا كاسيراغي.

## نشأته والتعليم
ولد بيير كاسيراغي في 05 سبتمبر 1987 في مركز مستشفى الأميرة جريس، في لا كولي، موناكو. سمي على اسم جده الأكبر لأمه الأمير بيير، دوق فالنتينوا، وجده لأمه الأمير رينييه الثالث، ووالده. عرابيه هما عمه الأمير ألبرت الثاني، وخالته بالزواج لورا ساباتيني كاسيراغي، زوجة عمه دانييلي. كان بيير في الثالثة من عمره وقت وفاة والده في حادث قارب. أمضى سنواته الأولى، بعد وفاة والده، يعيش في مزرعة والدته في بلدة سان ريمي دو بروفانس.
التحق بمدرسة حكومية في سان ريمي دو بروفانس. بعد زواج والدته مرة أخرى من إرنست أوغست، أمير هانوفر، انتقلت العائلة إلى فونتينبلو، لتكون أقرب إلى باريس ولندن، حيث عاش إخوته مع والدتهم. اجتاز بيير امتحان البكالوريا الفرنسية في صيف 2005، انتقل إلى ميلانو لبدء دورة جامعية مدتها ثلاث سنوات في الاقتصاد الدولي والإدارة في جامعة بوكوني. إلى جانب الفرنسية، يجيد الإيطالية والإنجليزية، ويعرف بعض الألمانية.